# Kevin Pu
"Kevin" Pu Jun Jin (Foshan, 17 juni 1984) is een Chinees autocoureur.

## Carrière
Pu begon zijn autosportcarrière in 2011 in het karting. In 2012 maakte hij de overstap naar de Chinese Volkswagen Scirocco R Cup. In 2013 stapte hij over naar de Formula Masters China, waarin hij uitkwam voor Eurasia Motorsport. Met twee vijfde plaatsen op het Zhuhai International Circuit en het Inje Speedium als beste resultaten werd hij achtste in het kampioenschap met 45 punten. Tevens reed hij dat jaar in het laatste raceweekend van de Asian Le Mans Series voor Craft Racing op het Sepang International Circuit en werd met Richard Bradley en Dan Polley derde in deze race.
In 2014 bleef Pu rijden in de Formula Masters China voor Eurasia, maar zakte af naar de veertiende plaats in de eindstand met 29 punten en een vijfde plaats op het Shanghai International Circuit als beste resultaat. Hij kende meer successen in de Asian Le Mans Series, waarin hij voor Eurasia met John Hartshorne tweede werd in het kampioenschap met drie tweede plaatsen. Ook had hij succes in de Aziatische Formule Renault, waarin hij voor het Asia Racing Team vijf races won in de Asian Class, maar vierde werd in het klassement omdat hij aan slechts de helft van de races deelnam.
In 2015 reed Pu voor het Asia Racing Team in de eerste helft van de Aziatische Formule Renault, wat hij met twee podiumplaatsen op Zhuhai na het derde raceweekend verliet. Daarnaast kwam hij uit in de European Le Mans Series voor Eurasia naast Nick de Bruijn in de LMP2-klasse. Hierin werden zij negende met 28 punten en een vijfde plaats tijdens het eerste raceweekend op Silverstone als beste resultaat. Aan het eind van dat seizoen maakte Pu zijn debuut in de TCR International Series, waarin hij voor het Asia Racing Team in een Seat León Cup Racer uitkwam tijdens het voorlaatste raceweekend op het Chang International Circuit.
In 2016 blijft Pu rijden in de European Le Mans Series voor Eurasia. Tevens maakt hij dat jaar zijn debuut in de 24 uur van Le Mans voor het team.